# ズラブ・ノガイデリ
ズラブ・ノガイデリ（ზურაბ ნოღაიდელი、Zurab Noghaideli、1964年10月22日 - ）は、グルジアの政治家。2005年2月17日から2007年11月22日まで首相。
アジャリア自治共和国の町コブレティに生まれる。1982年にバトゥミの学校を卒業。1988年にモスクワ大学を卒業（物理学を専攻）。1988年から1992年まで、グルジア科学アカデミーの地理学研究所に勤務。その間、1989年から1990年まで、エストニア科学アカデミーの生物学研究所にて研修を受ける。
1992年に国会議員となる。1992年から1995年まで、国会内の環境保護・天然資源委員会の委員長。1995年から1996年まで内閣国際秘書官。1996年、アチャラ自治共和国最高会議議員。1999年から2000年まで、国会内の支出・歳入委員会の委員長。
2000年5月にエドゥアルド・シェワルナゼ大統領より財務大臣に任命されたが、2002年に解任。
2003年の「バラ革命」でシェワルナゼが失脚した後、ニノ・ブルジャナゼ大統領代行の経済顧問として政界に復帰。2004年2月、ズラブ・ジワニア首相により再び財務大臣に指名された。
ズラブ・ジワニア首相の死去に伴い、2005年2月8日、ミヘイル・サアカシュヴィリ大統領によって首相に指名される。2005年2月17日にグルジア国会により承認され（賛成175、反対24）、首相に就任。
はじめ「緑の党」に所属していたが、2001年から無所属。
ニノ・ツィンツァバゼ夫人とのあいだに息子が一人。グルジア語、ロシア語、英語を話す。